# Armando Fernández
Armando Fernández, eigentlich Armando Fernández Alatorre (* 11. Mai 1955 in Mexiko-Stadt) ist ein ehemaliger mexikanischer und deutscher Wasserballspieler.
Fernández nahm bereits 1972 an den Olympischen Spielen in München teil, als er mit der mexikanischen Wasserballmannschaft in fünf Spielen viermal verlor und mit dem Team auf dem 13. Platz klassiert wurde, Fernández hatte dabei 11 von 25 Toren der Mexikaner erzielt. Vier Jahre später bei den Olympischen Spielen in Montreal belegten die Mexikaner den zehnten Platz, wobei Fernández in allen acht Spielen eingesetzt wurde, er erzielte 16 der 36 Tore. Zwischen 1971 und 1978 wirkte er insgesamt in 223 Länderspielen für Mexiko mit.
1979 kam Fernández nach Deutschland und war in den kommenden Jahren der Spielmacher der Wasserfreunde Spandau 04, mit denen er von 1980 an zwölf deutsche Meistertitel in Folge gewann, 1982, 1984, 1985 und 1988 siegte das Team im Europapokal der Landesmeister. 1992 spielte Fernández dann noch eine Saison bei SSF Delphin Wuppertal.
Ab 1984 war Fernández für die deutsche Nationalmannschaft spielberechtigt, mit der er bei den Olympischen Spielen 1984 und bei der Europameisterschaft 1985 jeweils Bronze gewann. Nach dem sechsten Platz bei der Weltmeisterschaft 1986 folgten bei der Europameisterschaft 1987 und bei den Olympischen Spielen 1988 jeweils der vierte Platz.